# Friedrich Christian Glume
Friedrich Christian Glume (Berlino, 25 marzo 1714 – Berlino, 6 aprile 1752) è stato uno scultore tedesco, noto soprattutto per le sue sculture a Potsdam e Sanssouci.
Friedrich Christian Glume apparteneva ad una famiglia di scultori. Suo padre era Johann Georg Glume, allievo di Andreas Schlüter, e suo fratello era Carl Philipp Glume.
A partire dal 1735 Friedrich Christian collaborò alla decorazione della cripta della chiesa della guarnigione di Potsdam. Nel 1737 fu attivo a Rheinsberg, dove lavorò per l'allora principe ereditario Federico di Prussia, il quale lo prese al proprio servizio anche negli anni seguenti, soprattutto a Potsdam e Sanssouci.
Nel 1749 sposò Charlotte Dorothea Cupcovius.
Alla sua morte lasciò alcune opere incompiute per la chiesa francese di Potsdam, al cui completamento lavorò suo fratello Carl Philipp.

## Opere

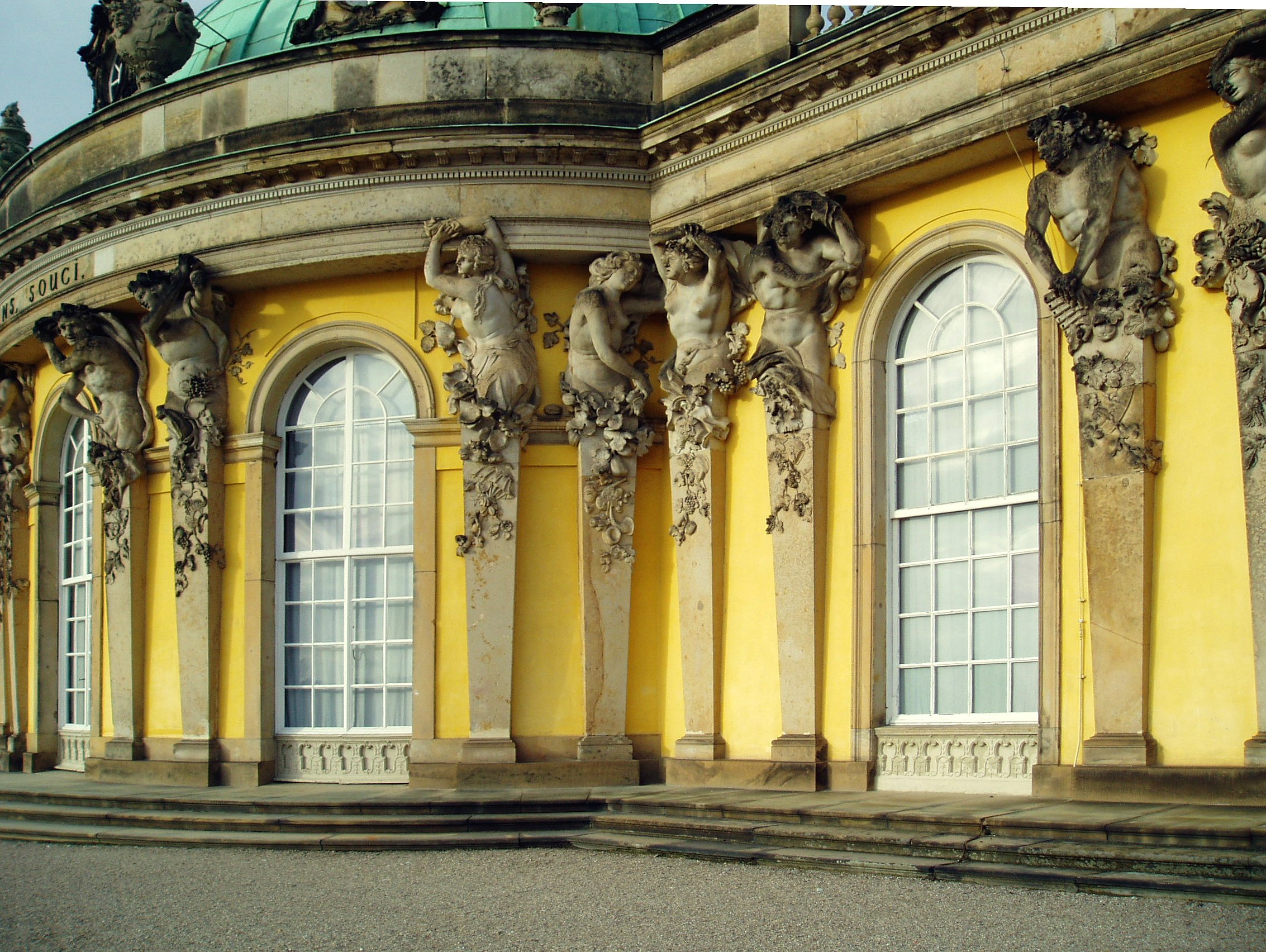
Satiri e baccanti sulla facciata meridionale del palazzo di Sanssouci
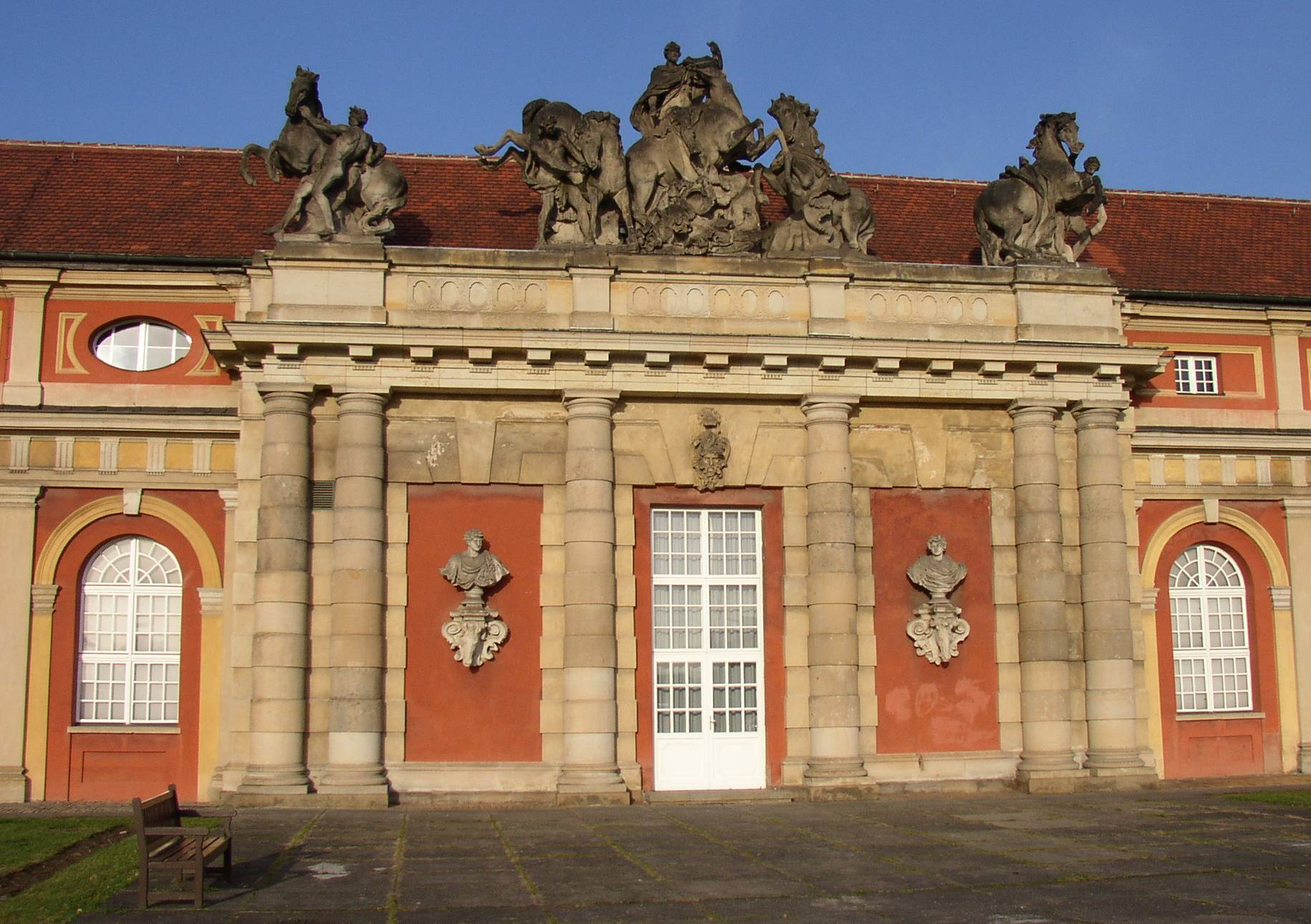
Cavalieri e domatori di cavalli sul portale del maneggio di Potsdam
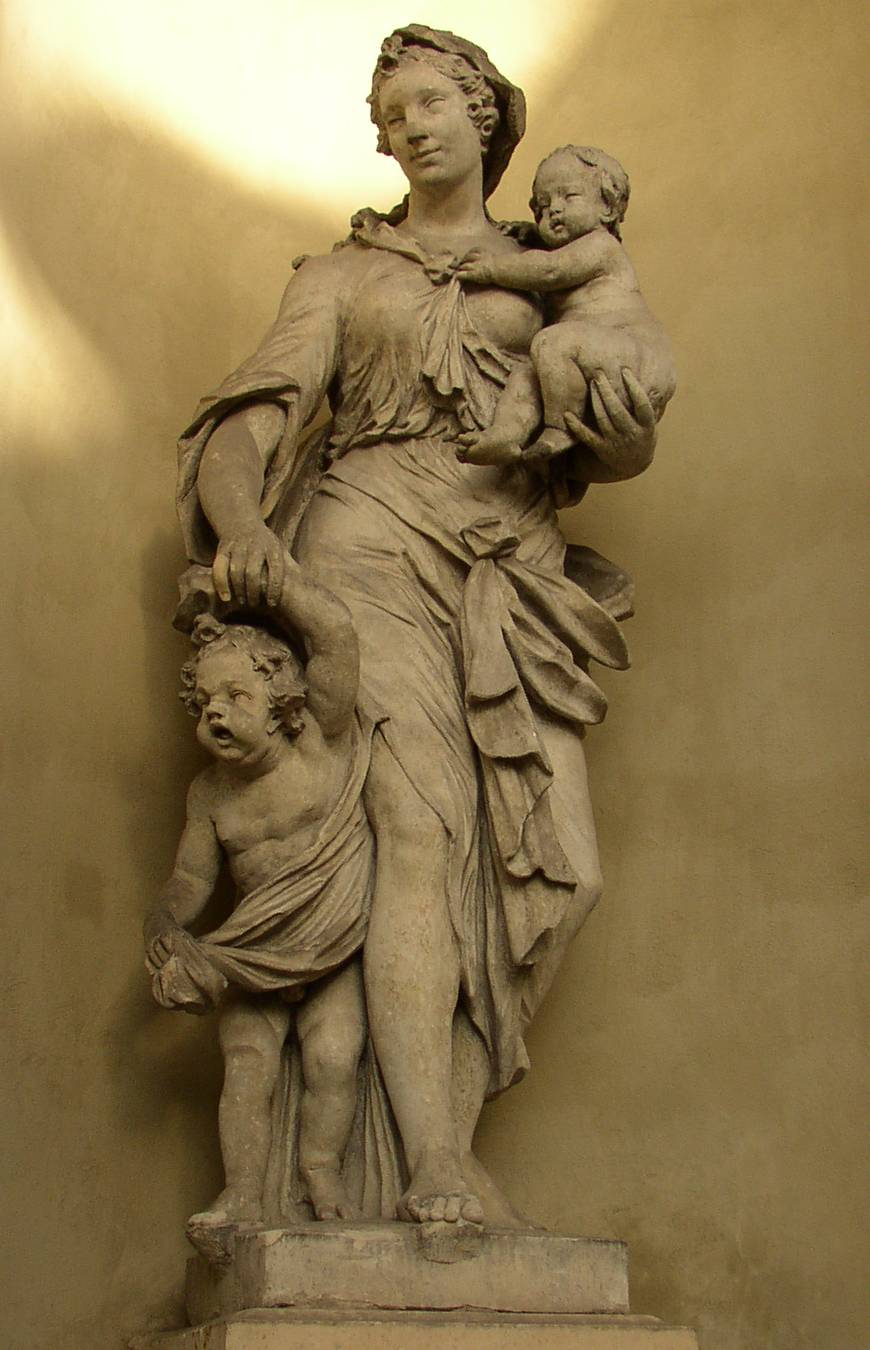
Allegoria della Carità sul portale della chiesa francese di Potsdam
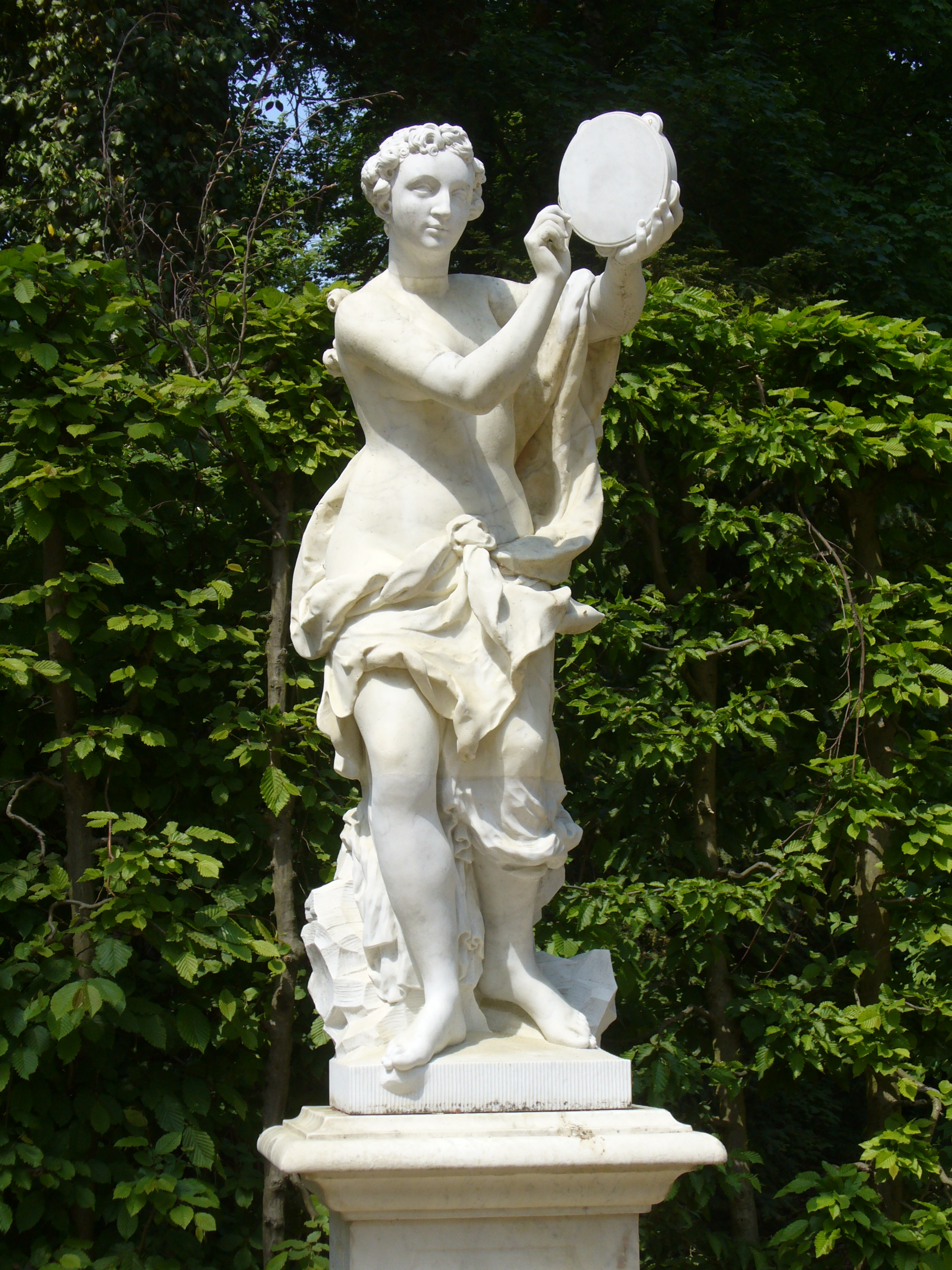
Statua di Tersicore nel parco di Sanssouci